# 김진용 (농구 선수)
김진용(1994년 9월 27일~ )은 한국프로농구 고양 소노 스카이거너스 소속 농구선수이며 포지션은 센터이다.
2012 제22회 FIBA U18아시아남자농구선수권대회(몽골,울란바토르) 청소년대표 선수.
2013 제11회 FIBA U19세계남자농구선수권대회(체코,프라하) 청소년대표 선수.

## 울산 현대모비스 피버스시절
2017-2018 시즌 신인드래프트에서 전체 8순위로 울산 현대모비스 피버스에 지명되었다.

## 전주 KCC 이지스시절
2017년 11월 1일에 박경상 <-> 김진용, 주긴완의 트레이드로 전주 KCC 이지스로 이적하였다.

## 출신학교
- 서울원묵초등학교
- 단국대학교 사범대학 부속중학교
- 휘문고등학교
- 연세대학교 체육교육학과